# 京都インターナショナルユニバーシティーアカデミー
京都インターナショナルユニバーシティーアカデミー（きょうとインターナショナルユニバーシティーアカデミー）は、京都府京田辺市に立地するインターナショナルスクールである。略称としてはKIUA（ケイアイユーエー）やKIUアカデミー（ケイアイユーアカデミー）が用いられる。
1年生から12年生までの小中高課程を提供しており、アカデミーとしては1999年に開校した。
大学部である京都インターナショナルユニバーシティーとキャンパスを共有している。
また、2022年に移転し、京田辺市草内から田辺勇田に移転している。

## 概要
西洋式カリキュラムとキリスト教理念をベースにしたバイリンガル教育を提供している。カリキュラムにおいては英語及び日本語（国語）教育が重視されており、TOEFLや漢字検定を学内で実施している。
一般的な三学期制を採用しており、各年度は四月に始まり、三月に終わる。
小中高の分かれ目が一般的なものとは異なり、小学部は1年生から5年生、中等部は6年生から8年生、高等部は9年生から12年生となっている。中途の編入学にはかなり寛容である。
また、比較的長期休暇が始まるのが早く、夏は7月2週、冬は12月2週、春は他の学校と変わらない3月3週となっている。さらに、秋休みがあり、11月1週が休みとなる。そしてこの学校の先生の大半はキリスト教の人達である。

## 認可・認定
国際的には、1年生から12年生までの全てのカリキュラムがキリスト教学校国際協会（ACSI：Association of Christian Schools International）によって認可を受けている。ACSIは文部科学省によって国際的な評価団体としてWASC、CISとともに認知されており、KIUAの卒業生には日本国内における大学入学資格が認められる。
日本における各種学校としての法人格は、京都インターナショナルユニバーシティーとして大学部が持ち、高等部はその一課程という扱いになっている。

## 課外活動

### 生徒会
毎年冬学期に行われる選挙によって選ばれた役員と、各学年のホームルーム代表から成る生徒会が置かれている。

### 学校行事・委員会活動
中・高等部全体が関わる行事には生徒による委員会が置かれる。毎年開催される学校行事は以下の通り。
- 体育祭
- キャンプ（夏季）
- 学園祭

### 体育会系部活動
日本の慣例とは異なるシーズン制が採られており、一つの部活動は一年に三ヶ月間のみ開催される。西日本のインターナショナルスクールによって構成されるスポーツ団体WJAA（Western Japan Athletic Association）に参加しており、他校とのスポーツ交流は主にWJAA主催のリーグ内で行われる。地理的な要因から、特にCanadian Academy（兵庫県神戸市）、Marist Brothers International School（兵庫県神戸市）、Nagoya International School（愛知県名古屋市）、Osaka International School（大阪府箕面市）との交流が盛んである。体育会系のクラブ活動としては以下のものがある。
高等部
バスケットボール部（男子、女子）、バレーボール部（男子、女子）、サッカー部（男子、女子）、野球部（男子のみ）
中等部
バスケットボール部（男子、女子）、バレーボール部（男子、女子）、サッカー部（男子のみ）、野球部（男子のみ）

### 文化系部活動
文化系部活動としては文芸部のみが存在する。2011年頃に音楽活動をするため軽音楽部が創設されたが、2014年にはメンバーがいなくなったため廃部している。また委員会活動の一つとしてイヤーブック委員会があり、毎年イヤーブックを発行している。

## 大学部
大学部とキャンパスを共有しており、高等部高学年の生徒は高校在学中から大学部の講義を受講することができる。取得した単位は高等部と大学部の両方で認められ、他の大学へ進学、転入する際に移行させることが可能となっている。